# Ambal (plaats)
Ambal is een bestuurslaag in het regentschap Banjarnegara van de provincie Midden-Java, Indonesië. Ambal telt 2151 inwoners (volkstelling 2010).